# Guerre dano-hanséatique
La guerre dano-hanséatique est un conflit commercial et territorial entre le royaume de Danemark, dirigé par le roi Valdemar IV, et la Ligue hanséatique, cette dernière étant dirigée par la riche et puissante ville marchande de Lübeck.

## Contexte

### Succession en Scandinavie
Éric, fils ainé du roi Magnus IV de Suède, est mécontent du règne de son père, probablement parce qu’il n’a pas obtenu l’autorisation de devenir membre du Conseil suédois du royaume, et à cause du favoritisme que Magnus a montré à son plus jeune fils Håkon VI. Avec Éric comme figure de ralliement, une partie de la noblesse la plus puissante de Suède s’est révoltée contre le règne de Magnus. En 1359, la fille cadette de Valdemar IV de Danemark, Marguerite, est fiancée à Håkon VI, roi de Norvège, dans un contrat de mariage destiné à faire partie d’un traité d’alliance plus large entre Magnus et Valdemar. Il est présumé que Valdemar aiderait Magnus dans la rébellion commencée par Éric, en envahissant la province de Scanie, qui avait été mise en gage par Christophe II avant sa mort en 1332 à Magnus et qui est sous domination suédoise depuis. La rébellion est cependant de courte durée et Magnus et Éric font la paix un an après le début du conflit. Éric est élevé au rang de roi de Suède et est nommé co-dirigeant avec son père dans l’accord de paix qui a suivi. Valdemar reçoit à son tour le château d’Helsingborg en compensation de cette aide. Cependant, le 20 juin 1359, Éric meurt de la peste et Magnus tente de revenir sur sa promesse de rendre le château à la couronne danoise. Valdemar envahit la Scanie en 1360 avec son armée de mercenaires. Les forces danoises occupent rapidement la province et commencent à assiéger le château d’Helsingborg, forçant finalement la garnison suédoise à se rendre et à capturer le château. Lorsque le château est capturé, Valdemar a pratiquement repris le contrôle de toute la Scanie, et lorsque Magnus s’avère incapable de reprendre la province par la force, elle revient simplement à la domination danoise.

### Tensions avec la Hanse

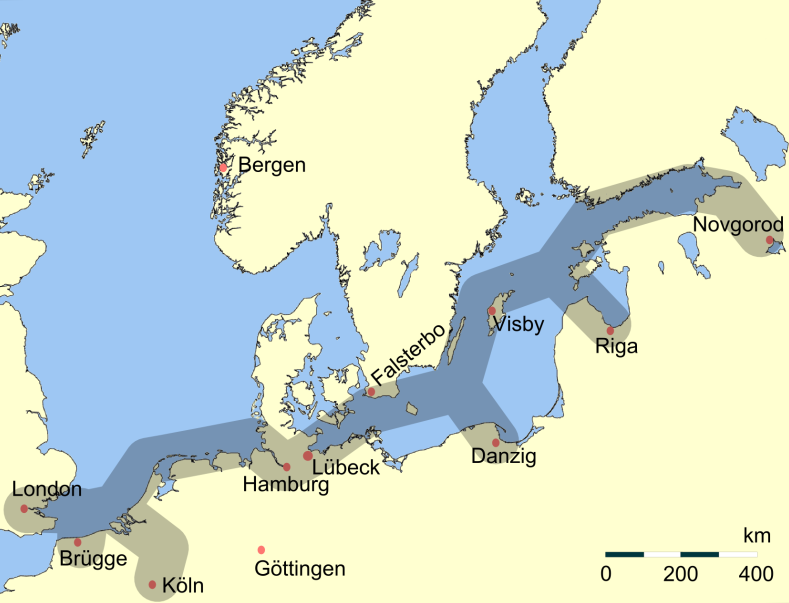
Carte des villes majeures de la Hanse.

Au cours du XII et XIIIème siècles, la Ligue hanséatique s'est développée et possède de nombreuses villes de la mer Baltique, de l'Allemagne du nord et de la mer du Nord. Néanmoins, les villes de Lübeck, Stralsund, Wismar et Rostock dominent significativement le commerce de la Ligue. Elle s’était vu accorder plusieurs privilèges en Scanie par le Royaume de Suède, et en tant que telle, la région était extrêmement rentable pour la Ligue. Valdemar, qui venait de réussir à stabiliser son royaume après le règne catastrophique de Christophe II, a l’ambition d’étendre davantage son royaume danois pour devenir une nouvelle grande puissance du Nord.

## Déroulement

### Première phase (1361-1365)

#### Invasion de Gotland (1361)

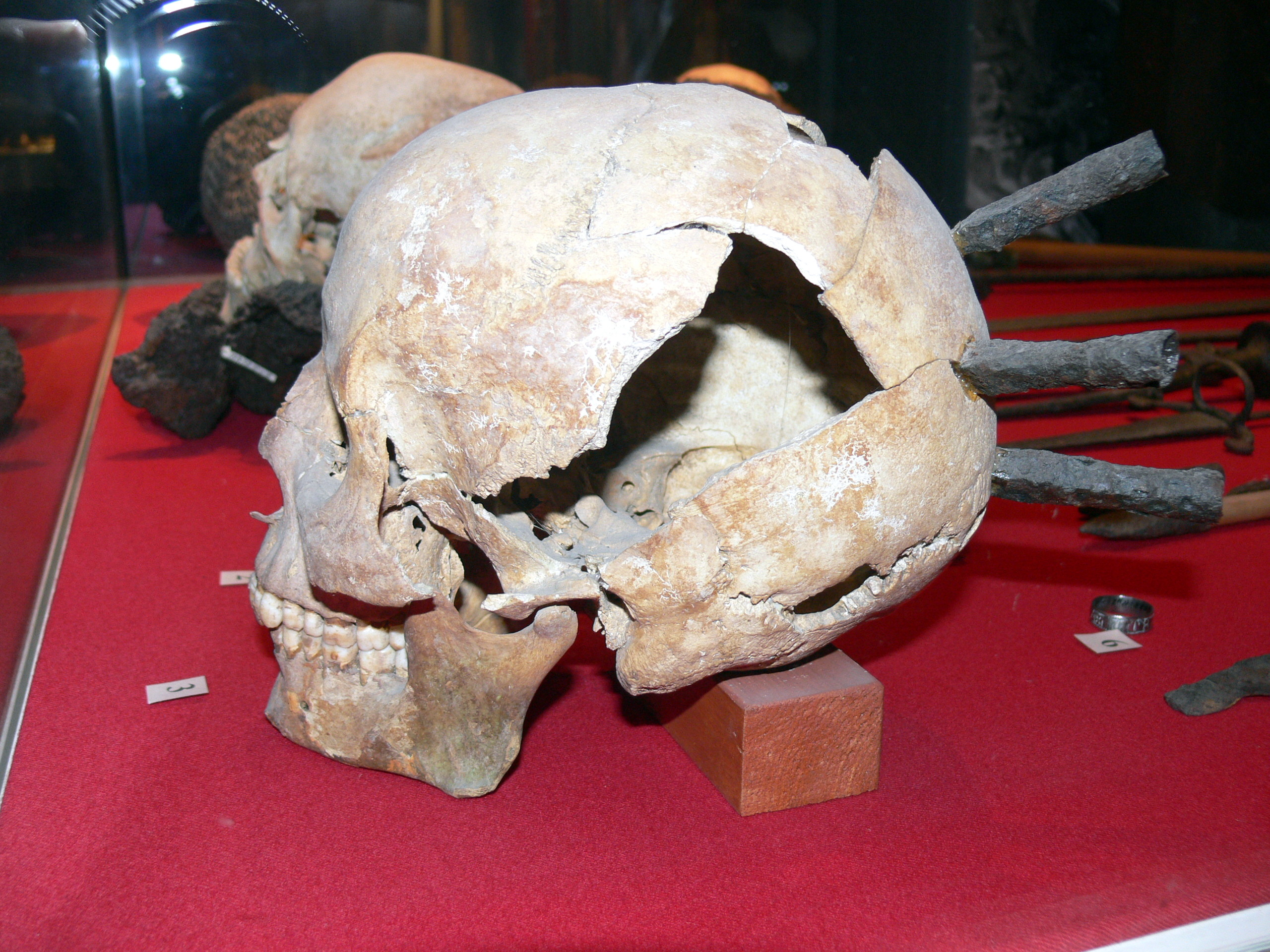
Crânes de soldats morts pendant l'invasion de Gotland.

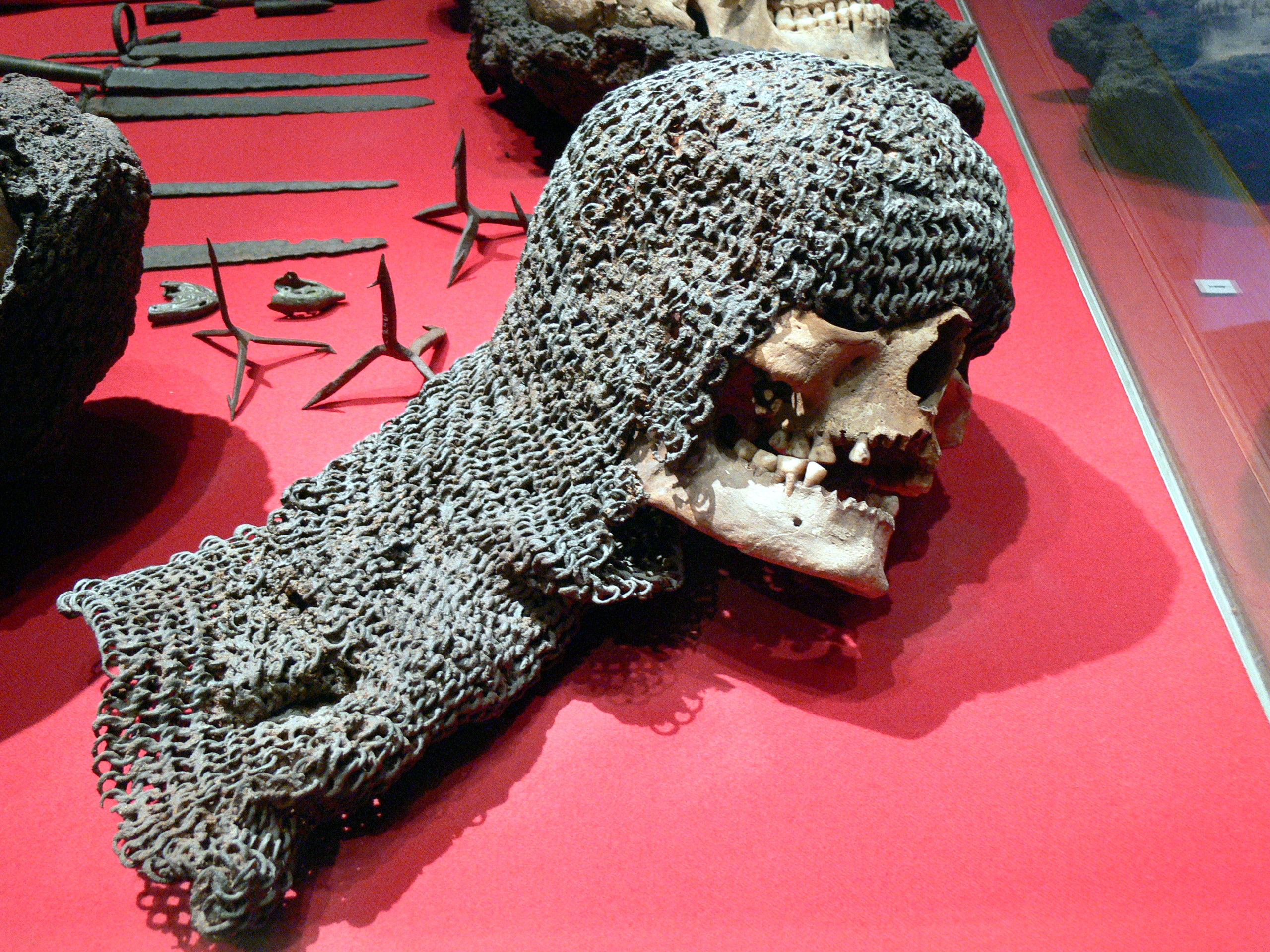

Le roi Valdemar navigue d’abord avec sa flotte vers Öland. Après avoir pris la tour de défense de Borgholm, la flotte se rend à Gotland. Le 22 juillet, une flotte composée, entre autres, de koggar est aperçue à Stora Karlsö. L’escadre comprend une trentaine de navires. Le débarquement a lieu plus tard dans la journée, peut-être à Vivesholm près de Klintehamn. Plus de 1 500 agriculteurs de Gotland se regroupent et attaquent les envahisseurs à la bataille de Mästerby le 25 juillet. Le pont d’Ajmunds a été détruit. Les Danois essayent de traverser le ruisseau, mais cela s’est avéré être une erreur tactique car les berges étaient très escarpées, ce qui rend difficile l’avancée des soldats lourdement armés. Ils se retirent donc et envoient des éclaireurs à la recherche d’un meilleur passage, tandis que le gros des troupes se repose pour la nuit. Finalement, les Danois trouvent un passage à un kilomètre au nord-est à Fjäle mire, où ils traversent. Les fermiers de Gotland qui essaient d’arrêter les envahisseurs ont espéré que les soldats danois avec leur armure lourde et leur équipement auraient du mal à se déplacer dans la boue, mais l’été a été chaud et la boue est presque sèche. L’échec du plan a entraîné un massacre, environ 1 500 fermiers de Gotland et d’autres habitants locaux sont tués par les envahisseurs danois.

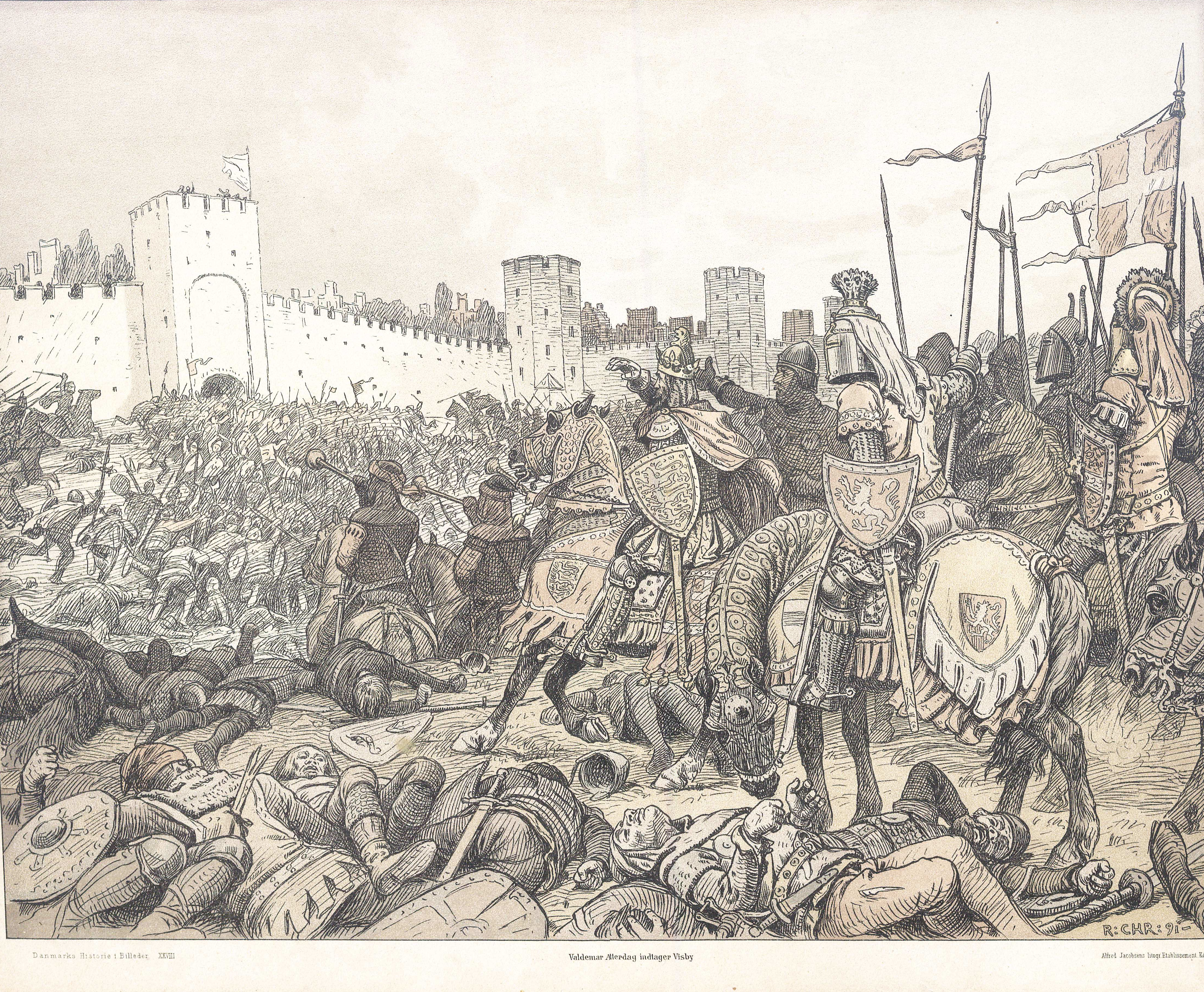
L'armée danoise assiégeant Visby.

Le 27 juillet, une armée de yeomen combat les Danois juste à l’extérieur des murs de Visby qui est sévèrement battue, avec un nombre de morts estimé à environ 1 800 yeomen et paysans. Les pertes danoises restent inconnues. Après la bataille dévastatrice, les citoyens de Visby décident de se rendre pour éviter de nouvelles pertes. Pour sauver la ville d’un pillage, les habitants paient une grande partie de leurs richesses au roi Valdemar. Malgré le paiement, les Danois pillent plusieurs églises et monastères de la ville. Valdemar nomme des shérifs pour gouverner Visby, puis reprend la mer en août. Ce n'est qu'en 1362 qu’il ajoute officiellement « Roi des Goths » à ses titres tels que roi de Danemark et roi des Wendes.

#### Conflit dano-hanséatique (1362-1365)

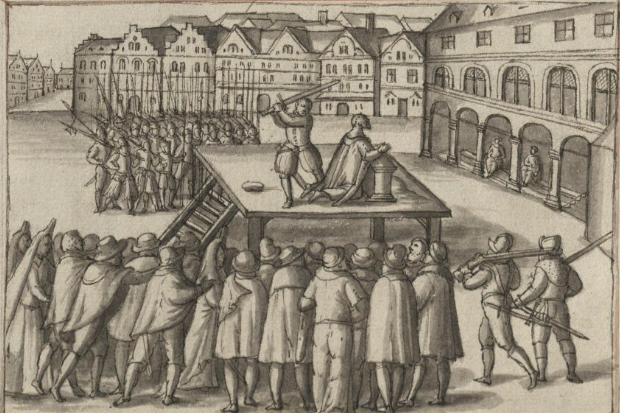
L'exécution de Wittenborg, Chronique de Lübeck, vers 1620.

Bien que Valdemar soit disposé à renouveler la charte hanséatique de la ville, son expansion est néanmoins considérée comme agressive par la Ligue hanséatique. Lors du Hansetag, 11 des 17 villes membres (Lübeck, Rostock, Stralsund, Greifswald, Anklam, Stettin, Kolberg, Wismar, Hambourg, Brême et Kiel) décident de se joindre à la déclaration de guerre de la Norvège et de la Suède contre le Danemark. La Hanse tente un blocus inefficace sur le Danemark. Le bourgmestre de Lübeck, Johann Wittenborg, nommé « commandant suprême de la flotte hanséatique », est mis à la tête d’une force d’attaque d’environ 3 000 hommes et de 50 petits navires de mer, dont 5 qui ont été payés par Magnus. Alors que la flotte de Wittenborg navigue à travers le détroit d'Øresund en route vers Copenhague, il est persuadé d’attaquer la ville d’Helsingborg et sa citadelle fortifiée. Il débarque ses combattants et assiège la forteresse pendant plusieurs semaines. Pendant ce temps, Valdemar rassemble sa flotte capable de transporter une armée de 2 500 hommes et lance une attaque surprise contre la flotte hanséatique le 8 juillet. Les Danois finissent victorieux de cette bataille. Les villes hanséatiques perdent douze de leurs navires. Le fils de Valdemar, Christophe, est blessé pendant la bataille. À son retour à Lübeck, le Hansetag de janvier 1363 le juge et le condamne à mort en août ou septembre en raison de ses mauvaises performances pendant la guerre. Les nobles capturés sont ensuite rançonnés. Avec cette défaite, la Ligue hanséatique est sérieusement paralysée. Bien que des plans soient élaborés au sujet d’une éventuelle deuxième expédition pour attaquer le Danemark, ils n’ont abouti à rien de concret. Trois années de paix précaire s’ensuivent, et de nombreuses villes wendes qui sont encore en guerre se disputent les unes avec les autres au sujet du financement. Il semble que la Ligue hanséatique aurait pu s’effondrer à ce moment précis. Le 22 novembre 1365, les deux partis signent le traité de paix de Vordingborg.

#### Guerre de déposition (1363-1365)
En 1362, la noblesse suédoise dépose le roi Magnus et élit Haakon comme roi de Suède à Uppsala le 15 février 1362. En 1357, Haakon s’était autoproclamé « seigneur de Suède » mais abandonne ce titre lors de son élection et s’intitule lui-même « roi de Norvège et de Suède ». En 1363, d’anciens membres du Conseil suédois du royaume, dirigés par Bo Jonsson Grip, arrivent à la cour du duché de Mecklembourg-Schwerin. Les nobles suédois persuadent rapidement le duc Albert II de Mecklembourg, qui avait gagné en influence dans les affaires de la Suède en épousant la sœur de Magnus, Euphémie,, d’intervenir contre Magnus et Haakon en Suède et de les déposer tous les deux en faveur de son fils Albert. En 1364, le duc Albert s’assure le soutien militaire de plusieurs puissants nobles d’Allemagne du Nord et procède rapidement à l’invasion et à la conquête de la Suède et installe par la suite son fils comme nouveau roi.
Au début de l’année 1365, Håkon et Magnus rassemblent une grande armée dans le Västergötland, composée principalement de Norvégiens, mais aussi d’un grand nombre de Västgötes, et marchent sur la ville de Stockholm, tenue par les Allemands. Le 27 février, Håkon publie une proclamation contre Albert de Mecklembourg et ses partisans, encourageant la population locale à se révolter contre l’usurpateur allemand. L’armée norvégienne entre dans Uppland par Västerås et affronte l’armée suédo-allemande du Grand maréchal Karl Ulfsson (sv) lors de la désastreuse bataille de Gataskogen (en) où Håkon et Magnus subissent une défaite dévastatrice et Magnus est capturé et fait prisonnier par les Allemands pendant six ans. En novembre 1365, le jeune Albert est officiellement salué comme le nouveau roi de Suède, bien qu’il ait déjà été couronné le 18 février 1364 aux Pierres de Mora. Magnus se réfugie avec son fils en Norvège où ils planifient immédiatement la reconquête de la Suède. Après une invasion, une trêve temporaire est établie entre les deux parties belligérantes, et bien que Haakon et Magnus aient perdu le contrôle d’une grande partie de la Suède, ils gardent toujours le contrôle des provinces importantes de Västergötland, Dalie et Värmland.

### Seconde phase (1367-1370)

#### Installation des coalisés au Danemark (1367-1368)

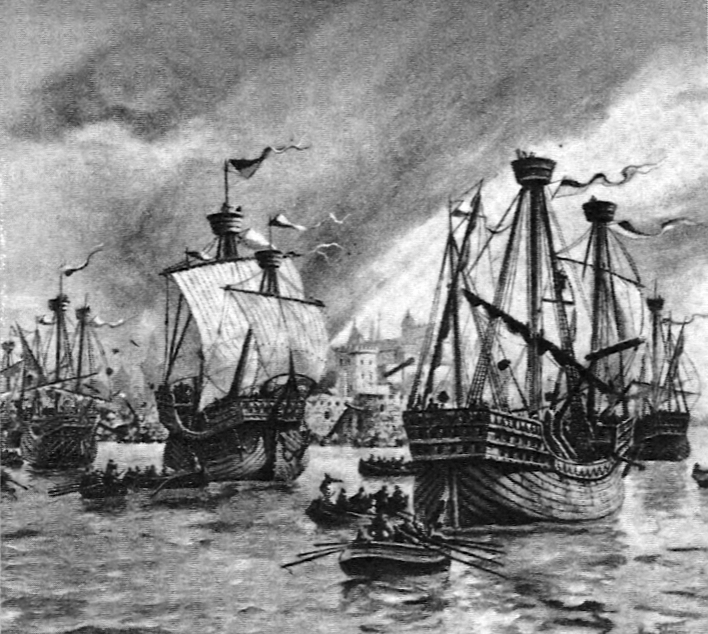
Prise de Copenhague par la Hanse.

En novembre 1367, les membres de la diète hanséatique réunie à Cologne forment une confédération pour vaincre Valdemar. La confédération s'allie avec le comte Adolphe IX de Holstein-Plön, Albert II de Mecklembourg et Albert Ier de Suède. La principale politique étrangère de Haakon de Norvège est maintenant de récupérer la Suède des mains des Allemands et son père de la captivité. Il est toujours en possession de la Suède occidentale et découvre qu’il peut compter sur le soutien de plusieurs nobles mécontents des Allemands. La guerre entre la Norvège et la Suède se poursuit, et Haakon se trouve bientôt à la recherche d’alliés. Il conclut une alliance avec le roi Valdemar.
Au printemps 1368, l'armée du roi de Suède envahit la Scanie. Il prend les villes de Skanör, Ystad, Simrishamn, et Lund. Le 4 avril, avec 37 navires et 2 000 hommes armés, la flotte principale lève l’ancre de Lübeck avec Copenhague comme cible. Notamment, 400 chevaux, 8 trébuchets, 4 catapultes et plusieurs béliers étaient également à bord. Lorsque la flotte atteint Copenhague, la ville tombe rapidement, cependant, le château d’Absalon tient toujours. Le 11 avril, les villes néerlandaises de la Hanse avec des légionnaires de Deventer et Harderwijk attaquent la Norvège et Bohuslän. Le 27 avril, Albert de Mecklembourg quitte la côte à Warnemünde avec un escadron de 10 cogues. En parallèle, l'armée de Holstein et des nobles rebelles envahissent le Jutland. Nicolas et Henri de Holstein arrive devant Kolding. Le 16 juin, la garnison du château d’Absalon pendant le siège de Copenhague se rend enfin. Le 17 juin, Falsterbo tombe enfin suivi d'Elbogen et de Värpinge. Le premier objectif était l’île de Møn, dans laquelle la ville de Stege est tombée. Par la suite, les Suédois s’installent à Falster, où ils commencent à assiéger le château de Nykøbing. Le chef du château, Henning Aldestorf, défend courageusement le château bien qu’il se rende le 15 août. Henri III de Mecklembourg lui permet de garder le château en tant que sujet si des renforts de Valdemar arrivaient avant la prochaine Saint-Michel. Fin août, la Ligue et la Suède envoient le bourgmestre Bruno Warendorp, Thomas Morkerken et Henri III assiéger Helsingborg.

#### Déclin du Danemark (1368-1370)

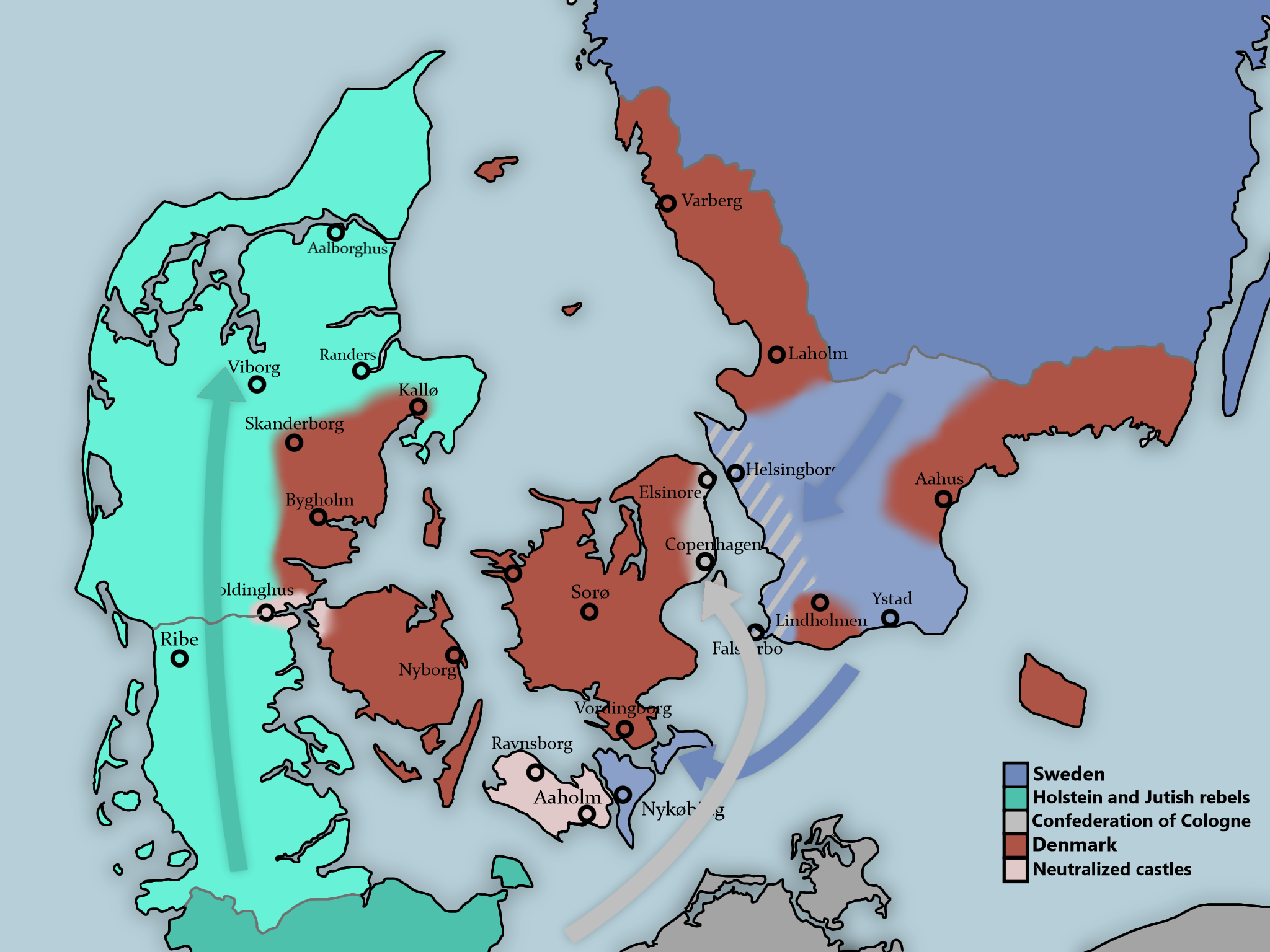
Carte du Danemark envahi, 1370.

Durant l'année 1368, le château de Vordingborg est assiégé par la Ligue. Le commandant du fort, Hans Tyrbagh, reçoit des renforts de Valdemar,. Tyrbagh fait une sortie et prend en otage de nombreuses troupes hanséatiques. En conséquence, les deux parties conviennent que les Allemands se retireraient en échange des otages. Cependant, cela n’a jamais été réalisé, car les forces hanséatiques ne se sont pas complètement retirées, en raison de nouveaux renforts. Tyrbagh fait semblant de rendre le château et exige que les Allemands envoient certains de leurs commandants dans le château, pour discuter de l’affaire. À l’intérieur du château, Tyrbagh tient sa promesse et remet les clés aux Allemands. Les commandants hanséatiques seront rapidement encerclés et emprisonnés. Les forces hanséatiques battraient ainsi en retraite et abandonneraient le siège,,. En juillet 1369 , le siège de Kolding s’éternise encore, et les ducs de Holstein ont probablement essayé d’attaquer les châteaux de Høneborg et de Hindsgavl, ou du moins menacé de le faire. Cela aboutit à des négociations avec le commandant des châteaux, Peder IVersøn. Le résultat de ces négociations ressemble à celui conclu avec Aalholm et Ravnsborg l’année précédente. Le 16 juillet, Iversøn envoie une lettre aux camps holsteiniens, dans laquelle il promet que si le roi Valdemar perd le royaume, le démissionne volontairement ou meurt, il devrait remettre tous ses châteaux au comte. Cependant, si le roi revient dans le royaume et exige la restitution des châteaux, Iversøn les lui remettrait. En revanche, Valdemar n'a pas envoyé de renforts à temps. Le 14 août, une troupe de 1 100 hommes sous le commandement de Bruno von Warendorp arrive à Höllviken. Le lendemain, les troupes se rendent au château de Lindholmen pour renforcer Albert de Suède, qui assiège la ville depuis le printemps 1368. Warendorp atteint Lindholmen, il se familiarise avec la situation tactique. Il découvrie que le siège avait jusqu’à présent été bien géré et que le château pouvait se rendre rapidement. Des attaques à petite échelle sont peut-être lancées avant l’attaque principale, néanmoins, l’attaque principale du château a lieu le 24 août. L’attaque est repoussée et Warendorp est tué au cours de l’attaque. Les soldats hanséatiques mettent fin au siège après l’attaque et se retirent de Lindholmen, tout comme Albert et les troupes suédoises. Le 8 septembre, Fikke Moltke et Hartvig Kale, les commandants danois protégeant Helsingborg se rendent également.

#### Paix (1370-1371)

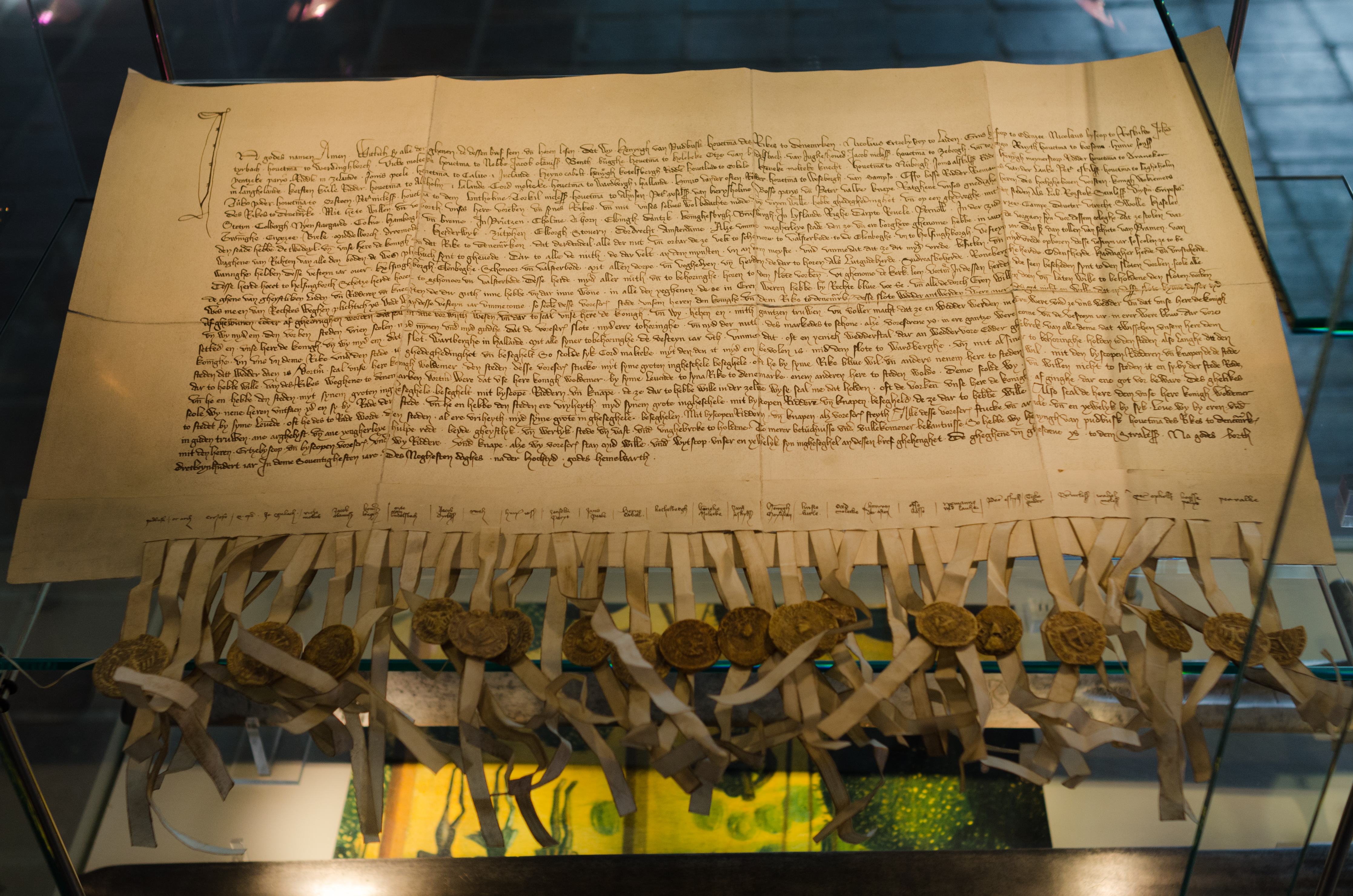
Traité de Stralsund, Musée historique et culturel de Stralsund.

Après la défaite à Helsingborg, le conseil danois demande la paix à la Hanse et ses alliés. Le drost Henning Podebusk négocie du côté danois avec le bourgmestre de Lübeck Jakob Pleskow et le bourgmestre de Stralsund Bertram Wulflam le traité de Stralsund qui est signé le 24 mai 1370. Dans le traité, Visby est rendue à la Suède. De plus, le Danemark doit assurer à la Ligue hanséatique le libre-échange dans toute la mer Baltique. Les Danois doivent également renoncer aux impôts sur les marchands allemands en Scanie. Cela donne à la Ligue hanséatique le monopole du commerce du poisson de la Baltique. La Ligue obtient également le droit de veto contre les candidats au trône danois.
Après le conflit avec la Hanse, Haakon est à nouveau libre de tourner son attention vers la Suède et lance une campagne victorieuse contre les Allemands en Suède. La campagne militaire s’est terminée lors du siège de Stockholm en 1371, où il semblait que Haakon pourrait vaincre de manière décisive les Allemands et se venger de sa défaite à la bataille de Gataskogen. Mais Albert et ses partisans allemands réussissent à résister au siège et Haakon est contraint de signer un traité de paix. Le traité est signé le 14 août 1371, et Haakon doit se contenter de faire libérer son père de captivité contre une forte rançon. Lorsqu’il est libéré, Magnus reprend la direction de ses domaines restants en Norvège et en Suède jusqu’à sa mort en 1374, seulement trois ans plus tard,.